# Лашківка
Лашкі́вка — село в Україні, у Кіцманській міській громаді Чернівецького району Чернівецької області. 

## Географія
Біля села пролягає залізнична лінія Стефанешти — Лужани із однойменним зупинним пунктом приміських поїздів сполученням Чернівці — Стефанешти. Селом тече річка Совиця.

## Історія

### Територія до заснування села
На території Лашківської сільської ради виявлено археологічні пам'ятки різних епох. 1949 року було розкопано і знайдено залишки глинобитного житла ранньотрипільської культури (IV тисячоліття до н. е.); ранньослав'янське поселення черняхівської культури (II—VI століття н. е.) знайдено в урочищі Потічок. В іншому урочищі є рештки давньоруського поселення XII—XIII століть.
Впродовж Х—XI століть край був у складі Київської Русі. Після занепаду Київської Русі протягом XII—XIV століть край перебував у складі Галицько-Волинської держави. Почала формуватись адміністративна одиниця — Шипинська земля. За часів розквіту Шипинської землі засноване місто Кіцмань. Після монгольської навали зв'язки Шипинської землі з галицько-волинськими землями послабились, що призвело до її фактичного відокремлення на початку XIV століття та визнання зверхності Золотої Орди.

### Заснування села
У другій половині XIV століття на території Шипинської та Берладської земель постало Молдавське князівство. Георгій Катаржі в «Описі Буковини» (1899 рік) пов'язує виникнення Лашківки з 1503 роком. Е. Григоровіца також свідчив, що село вперше згадується у грамоті господаря Стефана III за 1503 рік. За народними переказами назва села походить від імен Лашко або Ласт.

### XVI—XIX століття
Лашківка була частиною історичного регіону Буковина з моменту створення Молдавського князівства. У складі Молдавського князівства Лашківка тривалий час була під турецьким ігом.
Під час російсько-турецької війни (1768—1774) село у складі Буковини з 1769 року перебувало під контролем російської армії. Після завершення війни, Габсбурзька монархія, бажаючи покращити сполучення між своїми землями, висунула претензії на Буковину. У січні 1775 року, після встановлення нейтралітету щодо військового конфлікту між Туреччиною та Росією (1768—1774), село у складі Буковини переходить до Габсбурзької імперії. Протягом 1774—1786 років територія знаходиться під військовим управлінням австрійських генералів.
З 1786 по 1849 роки Лашківка у складі Буковини була приєднана до Галичини, поки Буковина не була визнана як коронний край Герцогство Буковина. У той же час, з 1786 року Лашківка — власність релігійного фонду. У 1817 році в селі збудовано та у 1832 році освячено церкву святого Миколи.
У 1848 році село підпадає під наслідки Селянської реформи Австрії. Відбувалося скасування панщини та перехід селян у економічну залежність від землевласників. 1859 року релігійний фонд захоплює пасовисько площею 90 йохів, що призводить до спільного звернення жителів до крайового управління. Селянам повернуто 74 йохи пасовиська, 16 залишилося за релігійним фондом. Остаточне закриття справи відбулося 1913 року.
6 травня 1898 року в селі виникла велика пожежа, під час якої згоріло 34 житлові і господарські будинки. Пожежа завдала збитків на 9094 флорини.
1876 року в селі відкрито трирічну початкову школу.

### ХХ століття
Під час Першої світової війни село було ареною бойових дій. Селяни примусово сплачували реквізиції продовольства і фуражу, худоби, які оплачувалися реквізиційними квитанціями. Робота школи була припинена. Селяни Лашківки писали начальникові Кіцманського повіту наприкінці 1916 року, що «…з радістю послали би дітей в школу, але не мають у що їх одягати, тому що діти босі і голі, і нема де купити для них одежі, книг і зошитів також ніде дістати».
З 28 листопада 1918 року село Лашківка входить до складу Румунії (жудець Чернівці). У цей період в селі продовжує діяти школа. Медичних закладів не існувало (в селі проживала лише одна акушерка) у 1891—1914 роках окремі родини з села (61 особа) долучилися до Першої хвилі еміграції до Канади.
З 1935 року в селі засновано комуністичну організацію, що здійснювала комуністичну пропаганду та агітацію за приєднання території до СРСР.
28 червня 1940 року, внаслідок пакту Молотова — Ріббентропа (1939), Лашківка була приєднана до складу СРСР. Відбувалася примусова колективізація та репресії (в тому числі розкуркулення).
У 1941—1944 роках, під час Другої світової війни, територія села 33 місяці належала Румунії (як союзнику Німеччини). З 28 березня 1944 року Лашківка у складі Чернівецької області приєднана до складу СРСР.
7 березня 1947 року в Лашківці створено колгосп «8 Березня», у який об'єднав 36 господарств. Суцільна колективізація закінчена у 1948 році (412 домогосподарств). Згодом колгосп перейменовано, спочатку на імені Хрущова, у 1965 році — імені Крикливця.
Впродовж 1940—1990 років в селі зведені: будинок культури, бібліотеку, два медичні пункти, пологовий будинок, профілакторій, нові типові дитячі ясла, восьмирічну та вечірню школи.
З 1991 року Лашківка перебувала у складі Кіцманського району Чернівецької області України. Після відкриття кордонів, велика кількість жителів села долучилися до четвертої хвилі еміграції. Серед країн, найпоширеніших для еміграції серед жителів Лашківки — Канада, США, Італія, Португалія, Польща, Чехія.

### ХХІ століття
8 серпня 2017 року, в ході децентралізації та об'єднання сільських рад, село увійшло до Кіцманської міської громади.
17 липня 2020 року, в результаті адміністративно-територіальної реформи та ліквідації Кіцманського району, село увійшло до складу Чернівецького району.

## Населення
Населення за переписом 2001 року становило 1643 особи.
Національний склад населення за даними перепису 1930 року у Румунії:
| Національність | Кількість осіб | Відсоток |
| -------------- | -------------- | -------- |
| українці       | 1618           | 92,94 %  |
| поляки         | 70             | 4,02 %   |
| євреї          | 33             | 1,90 %   |
| румуни         | 18             | 1,03 %   |
| німці          | 2              | 0,11 %   |

Мовний склад населення за даними перепису 1930 року:
| Мова       | Кількість осіб | Відсоток |
| ---------- | -------------- | -------- |
| українська | 1642           | 94,31 %  |
| польська   | 59             | 3,39 %   |
| румунська  | 15             | 0,86 %   |
| їдиш       | 15             | 0,86 %   |
| російська  | 6              | 0,34 %   |
| німецька   | 4              | 0,23 %   |

### Мова
Розподіл населення за рідною мовою за даними перепису 2001 року:
| Мова            | Кількість | Відсоток |
| --------------- | --------- | -------- |
| українська      | 1634      | 99.45%   |
| російська       | 6         | 0.37%    |
| румунська       | 2         | 0.12%    |
| інші/не вказали | 1         | 0.06%    |
| Усього          | 1643      | 100%     |

## Особистості
Уродженці села:
- Бачинський Любомир Іванович (нар. 12 грудня 1934) — український хімік в діаспорі, доктор хімії (1966), народився у селі.
- Преосвященний єпископ Іоан (Швець) [Архівовано 24 березня 2019 у Wayback Machine.] (22 листопада 1955) — керуючий Львівсько-Самбірською Єпархією з титулом «Єпископ Львівський і Самбірський».

## Пам'ятка
- Хата з села Лашківка [Архівовано 24 березня 2019 у Wayback Machine.], побудована у 1870-х роках ХІХ століття, є одним із експонатів Чернівецького обласного музею народної архітектури та побуту.

## Галерея

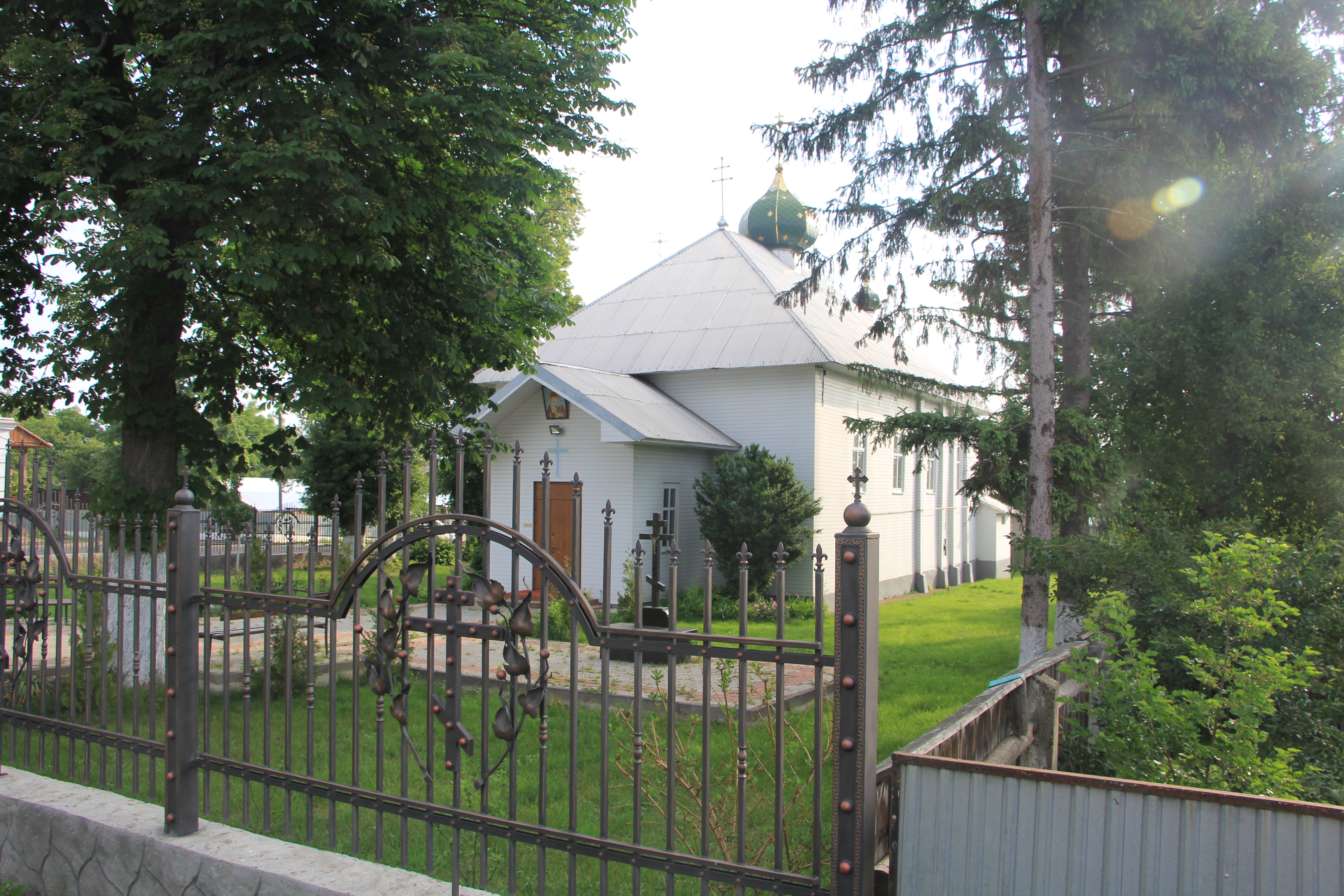
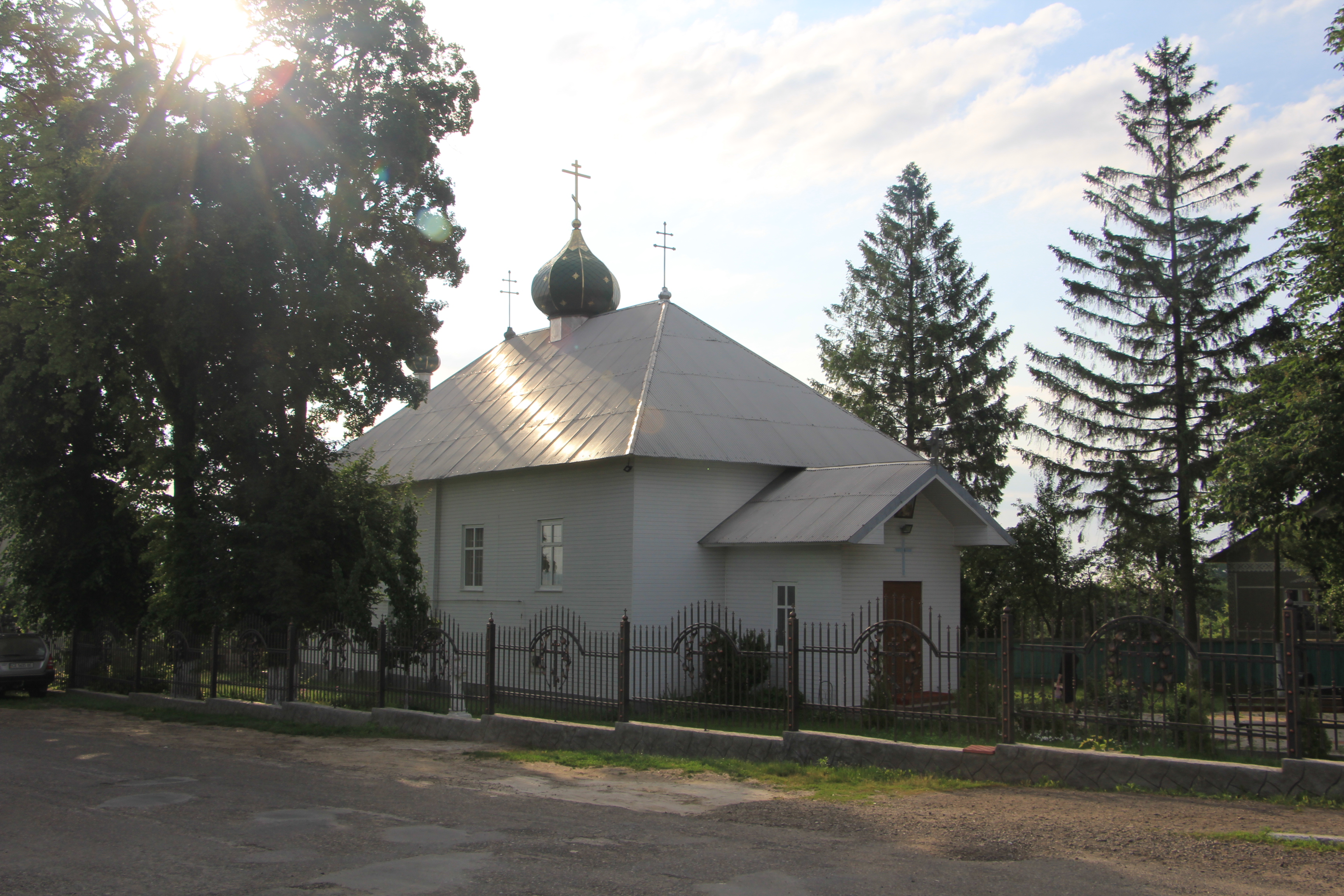
Церква святого Миколая в селі Лашківка (1817)
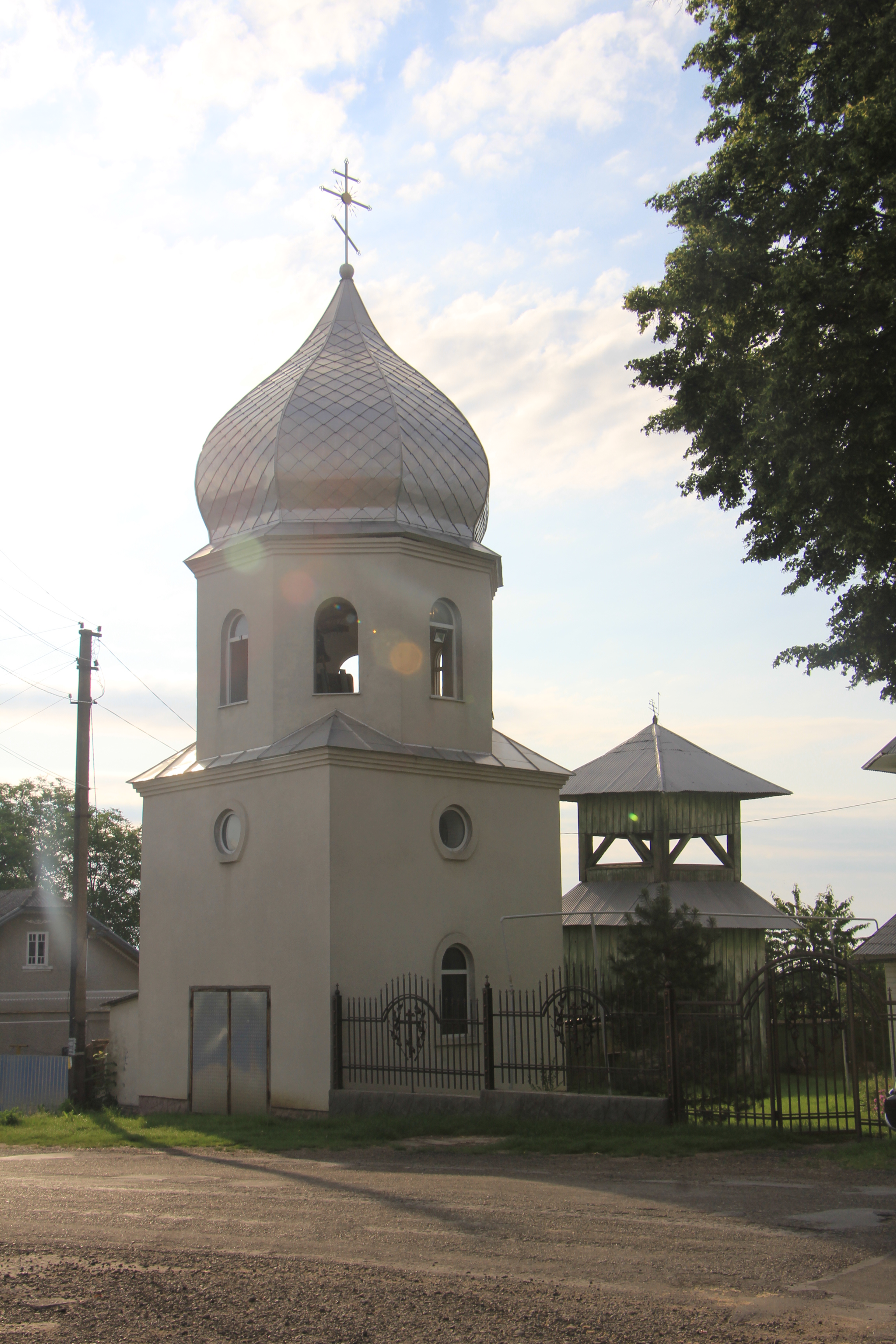